# Janine Charrat

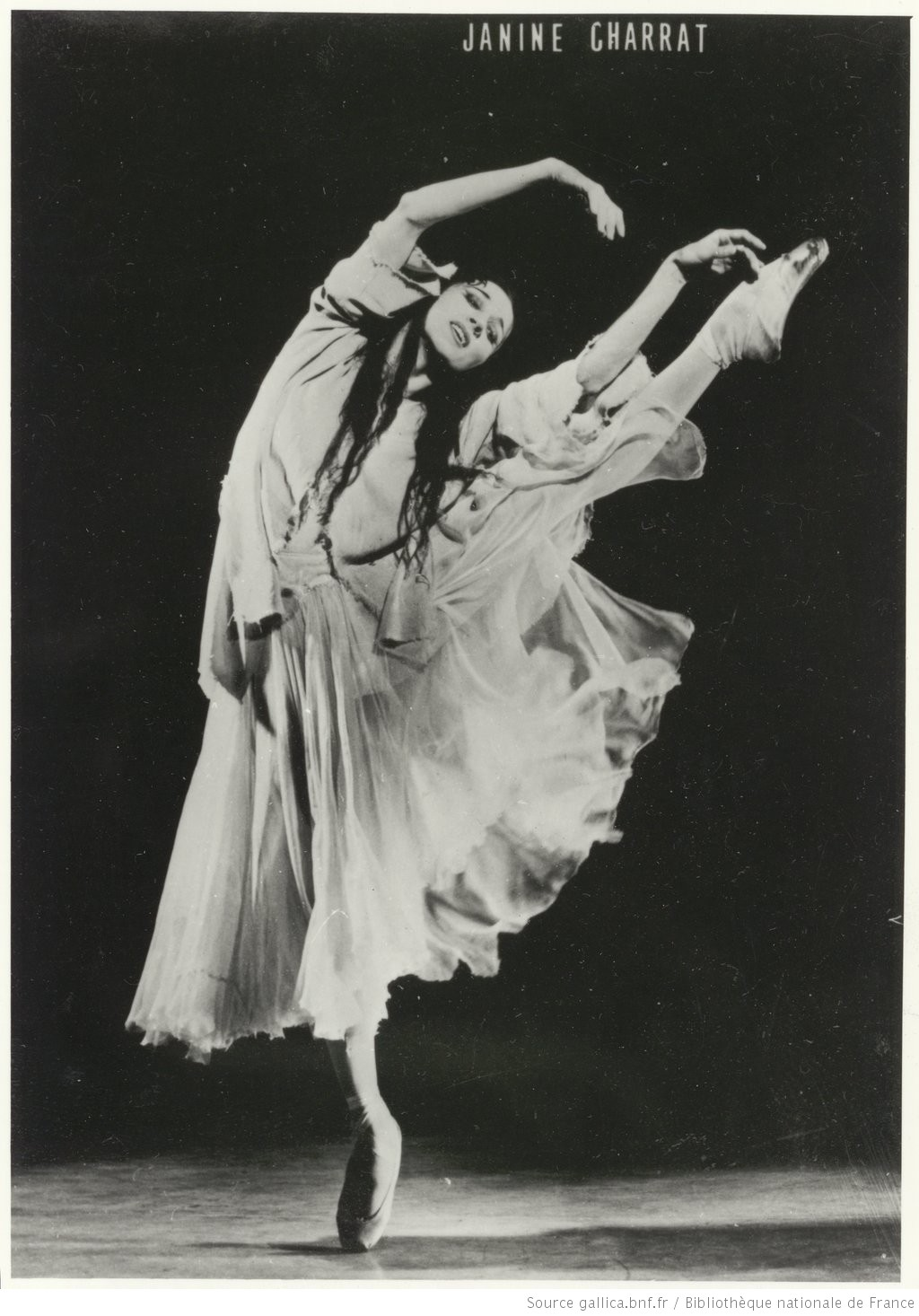
Janine Charrat, ca. 1940–1950

Janine Charrat (* 24. Juli 1924 in Grenoble; † 29. August 2017 in Paris) war eine französische Ballerina und Choreografin.

## Leben und Karriere
Janine Charrat arbeitete als Tänzerin zunächst als Partnerin von Roland Petit in dessen 1948 gegründetem Tanzensemble Les Ballets de Paris de Roland Petit. 1948 war sie auch für die Choreografie bei der erfolgreichen Uraufführung des Balletts „Adame Miroir“ von Jean Genet verantwortlich. Die Musik dazu schrieb Darius Milhaud, das Bühnenbild stammte von Paul Delvaux und die Kostüme von Leonor Fini.
In Aufführungen ihrer bekanntesten eigenen Choreografie Abraxas (1949) tanzten unter anderem die Eheleute Jockel Stahl und Liselotte Köster.
1951 gründete sie eine eigene Tanzkompanie Ballet de France Paris und schuf nicht nur populäre Tanzwerke, sondern auch moderne Choreografien. Zu den Gastmitgliedern ihres Ensembles gehörten Karl Musil und Maurice Béjart. Daneben hatte sie in den 1950er- und Anfang der 1960er-Jahre einige Tanzrollen in Filmen.
Später war sie von 1962 bis 1964 die erste Leiterin der Balletttruppe des Grand Théâtre de Genève. Zu ihren späteren Choreografien gehörten Les Collectionneurs (1972), Offrandes et Hyperprism (1973, Musik von Edgard Varèse) sowie Bach Preludes (1988).

## Auszeichnungen
- 1978: Ordre des Arts et des Lettres (Komtur)[1]
- 1995: Ordre national du Mérite (Komtur)[1]
- 1999: Kommandeur der Ehrenlegion[1]